# Список вимерлих плазунів
Це список плазунів, що вимерли в історичний час, приблизно, після 1500 року. Всього у списку понад 24 вимерлих видів та 2 види, що вимерли у дикому стані.

## Черепахи

### Вимерлі види
| Українська назва                          | Латинська назва            | Автор таксона                 | Історичне поширення               | Час вимирання | Причина вимирання                        | Зображення |
| Ряд: Черепахи (Testudines)                |                            |                               |                                   |               |                                          |            |
| Родина: Сухопутні черепахи (Testudinidae) |                            |                               |                                   |               |                                          |            |
| Слонова черепаха абінгдонська             | Geochelone nigra abingdoni | Günther, 1877                 | о. Пінта, Галапагоські острови    | 2012 рік      | полювання                                |            |
| Слонова черепаха флореанська              | Geochelone nigra nigra     | Quoy & Gaimard 1824           | о. Флореана, Галапагоські острови | 1846 рік      | полювання                                |            |
| Гігантська черепаха реюньйонська          | Cylindraspis indica        | Schneider, 1783               | о. Реюньйон                       | бл. 1773 року | полювання                                |            |
| Гігантська черепаха маврикійська          | Cylindraspis inepta        | Günther, 1873                 | о. Маврикій                       | бл. 1844 року | полювання                                |            |
| Гігантська черепаха родригеська           | Cylindraspis peltastes     | A.M.C. Duméril & Bibron, 1835 | о. Родригес                       | бл. 1802 року | полювання, знищення лісів                |            |
|                                           | Cylindraspis triserrata    | Günther, 1873                 | о. Маврикій                       | до 1877 року  | полювання, впровадження інвазивних видів |            |
|                                           | Cylindraspis vosmaeri      | Suckow, 1798                  | о. Родригес                       | бл. 1802 року | полювання, впровадження інвазивних видів |            |

### Вимерли у дикій природі
| Українська назва                           | Латинська назва              | Автор таксона  | Історичне поширення             | Час вимирання                                            | Причина вимирання  | Зображення |
| Ряд: Черепахи (Testudines)                 |                              |                |                                 |                                                          |                    |            |
| Родина: Сухопутні черепахи (Testudinidae)  |                              |                |                                 |                                                          |                    |            |
| Слонова черепаха дунканська                | Geochelone nigra duncanensis | Garman 1917    | о. Пінсон, Галапагоські острови | 1965 (у неволі утримується на дослідній станції Дарвіна) | полювання          |            |
| Родина: Трикігтеві черепахи (Trionychidae) |                              |                |                                 |                                                          |                    |            |
| Азійський трионікс темний                  | Nilssonia nigricans          | Anderson, 1875 | Бангладеш, Ассам                | (у неволі утримується у ставках індуїстських храмів)     | забруднення водойм |            |

## Ящірки

### Вимерлі види
| Українська назва                    | Латинська назва            | Автор таксона                   | Історичне поширення | Час вимирання | Причина вимирання                                                       | Зображення |
| Підряд: Ящірки (Lacertilia)         |                            |                                 |                     |               |                                                                         |            |
| Родина: Теїди (Teiidae)             |                            |                                 |                     |               |                                                                         |            |
| Амейва гваделупська                 | Pholidoscelis cineraceus   | Barbour & Noble, 1915           | о. Гваделупа        | 1928 рік      |                                                                         |            |
| Амейва мартинікська                 | Pholidoscelis major        | A.M.C. Duméril & Bibron, 1839   | о. Мартиніка        | 1994 рік      |                                                                         |            |
| Родина: Веретільницеві (Anguidae)   |                            |                                 |                     |               |                                                                         |            |
|                                     | Celestus occiduus          | Shaw, 1802                      | о. Ямайка           | 1840 рік      | завезення мангуст                                                       |            |
| Родина: Сцинкові (Scincidae)        |                            |                                 |                     |               |                                                                         |            |
| Велетенський сцинк кабовердеський   | Chioninia coctei           | (A.M.C. Duméril & Bibron, 1839) | Кабо-Верде          | 2013 рік      | руйнування місць існування в результаті господарської діяльності людини |            |
| Велетенський сцинк маврикійський    | Leiolopisma mauritiana     | Günther, 1877                   | Маврикій            | бл. 1600 року | завезення хижаків                                                       |            |
| Тахігія                             | Tachygyia microlepis       | Duméril & Bibron, 1839          | Тонга               |               |                                                                         |            |
| Родина: Ігуанові (Iguanidae)        |                            |                                 |                     |               |                                                                         |            |
|                                     | Cyclura cornuta onchiopsis | Cope, 1885                      | о. Навасса          | 1966 рік      | інвазія ссавців                                                         |            |
|                                     | Leiocephalus eremitus      | Cope, 1868                      | о. Навасса          | 1868 рік      |                                                                         |            |
|                                     | Leiocephalus herminieri    | A.M.C. Duméril & Bibron, 1837   | о. Мартиніка        | 1830-ті роки  |                                                                         |            |
| Родина: Геконові (Gekkonidae)       |                            |                                 |                     |               |                                                                         |            |
|                                     | Hoplodactylus delcourti    | Bauer & Russell, 1986           | Нова Зеландія       | 1870 рік      |                                                                         |            |
| Фельзума велетенська                | Phelsuma gigas             | Liénard, 1842                   | о. Родригес         | бл. 1842 року | господарська діяльність людини                                          |            |
| Родина: Геррозаври (Gerrhosauridae) |                            |                                 |                     |               |                                                                         |            |
|                                     | Tetradactylus eastwoodae   | Methuen & Hewitt, 1913          | ПАР                 | 1911 рік      | втрата середовища проживання                                            |            |

## Змії

### Вимерлі види
| Українська назва                | Латинська назва            | Автор таксона     | Історичне поширення                | Час вимирання | Причина вимирання                                                                              | Зображення |
| Підряд: Змії (Serpentes)        |                            |                   |                                    |               |                                                                                                |            |
| Родина: Болиєріди (Bolyeriidae) |                            |                   |                                    |               |                                                                                                |            |
| Болиєрія багатокилева           | Bolyeria multocarinata     | F. Boie, 1827     | о. Раунд (Маврикій)                | 1975 рік      | втрата місць проживання, викликана ерозією ґрунту внаслідок надмірного випасу кіз та кроликів. |            |
| Родина: Полозові (Colubridae)   |                            |                   |                                    |               |                                                                                                |            |
| Рейсер сантакруський            | Borikenophis sanctaecrucis | Cope, 1862        | о. Санта-Крус (Віргінські острови) |               | втрата місць проживання                                                                        |            |
| Родина: Сліпуни (Typhlopidae)   |                            |                   |                                    |               |                                                                                                |            |
|                                 | Madatyphlops cariei        | Hoffstetter, 1946 | о. Санта-Крус (Віргінські острови) | 17 століття   | завезення хижаків                                                                              |            |